# کامینو (فیلم ۲۰۰۸)
کامینو (اسپانیایی: Camino‎) یک فیلم درام اسپانیایی است که در سال ۲۰۰۸ منتشر و در همان سال برندهٔ چندین جایزۀ گویا از جمله جایزه گویا برای بهترین فیلم و جایزه گویای بهترین بازیگر نقش اول زن شد. فیلم روایتی از داستان واقعی «آلکسیا گونسالس-باروس» است (و به او هم تقدیم شده است)؛ دختری که در سال ۱۹۸۵ در سن ۱۴ سالگی در اثر تومور طناب نخاعی درگذشت و اینک در طی مراحل قدیس‌شدن است. خانواده دختر (مرتبط با سازمان محافظه‌کار کاتولیک اپوس دئی) با ساخت و اکران این فیلم موافق نبودند و بنابراین جنجال و درگیری از همان ابتدای ساخت فیلم بالا گرفت و می‌توان گفت که تنها باعث افزایش کنجکاوی و کشش مردم به تماشای فیلم گردید. این فیلم برندۀ «جایزۀ ویژۀ تماشاگران به بهترین فیلم» در جشنواره بین‌المللی فیلم ویلنیوس و «جایزه فورکه بهترین فیلم» شد. تنی چند از بازیگران اصلی فیلم نیز برندهٔ جایزهٔ «اتحادیهٔ بازیگران مرد و زن اسپانیا» شدند.

## گزیدهٔ بازیگران
- نرئا کاماچو در نقش «کامینو»[۱۲]
- کارمه الیاس در نقش «گلوریا»، مادرِ کامینو[۱۳]
- ماریانو ونانسیو در نقش «خوزه»، پدرِ کامینو[۱۳]
- مانوئلا به‌یس در نقش «نوریا»[۱۳]
- جردی دائودر در نقش «دان لوئیس»[۱۴]
- آنا گارسیا در نقش «اینس»[۱۴]
- پپه اوسیو